# Что делать женщине, если...
«Что делать женщине, если…» — российский комедийный телесериал режиссёра Алексея Кузьмина-Тарасова снятый по сценарию Александра Цыпкина. Шоураннером телесериала выступил Алексей Киселёв. Главные роли исполнили Елена Лядова, Гоша Куценко, Антон Филипенко, Агриппина Стеклова, Александр Робак, Игорь Верник и Макар Хлебников.
Первый сезон получил название «Что делать женщине, если у неё два любовника, а выбрать нужно одного» и был показан в онлайн-кинотеатре Okko с 8 по 29 сентября 2022 года. Второй сезон назывался «Что делать женщине, если у мужа её подруги две любовницы» и транслировался с 26 августа по 10 сентября 2024 года.
Пилотный эпизод первого сезона был показан 29 июля 2022 года на фестивале веб-сериалов Realist, затем 8 сентября в кинотеатре «Пионер». Пилот второго сезона был представлен 21 августа 2024 года в кинотеатре «Художественный».

## Сюжет
В первом сезоне адвокат Анна ищет себе любовника на три месяца, пока длится важный проект. Кандидатами на эту роль стали молодой технократ Игорь и возрастной бизнесмен Урий, которые ею увлечены. Однако, неожиданно Анна узнаёт, что скоро станет бабушкой: сын возвращается из Англии с беременной невесткой-пакистанкой.
Во втором сезоне Анна, которая так и не смогла выбрать любовника, сконцентрировалась на проблемах сына и его молодой семьи, параллельно разбираясь в личной жизни лучшей подруги Ларисы, её мужа и двух его любовниц.

## В ролях
| Актёр                    | Роль                               |
| ------------------------ | ---------------------------------- |
| Елена Лядова             | Анна адвокат                       |
| Гоша Куценко             | Урий любовник Анны, хозяин пивбара |
| Антон Филипенко          | Игорь любовник Анны, математик     |
| Александр Робак          | Миша Алмазов бывший муж Анны       |
| Агриппина Стеклова       | Лариса подруга Анны                |
| Игорь Верник             | Ваня муж Ларисы (2 сезон)          |
| Макар Хлебников          | Ваня сын Анны и Миши               |
| Арчана Прасаннан Намбиар | Фарах жена Вани                    |
| Анна Рыкова              | внучка Урия                        |
| Таша Цветкова            | Кристина любовница Урия            |
| Валери Зоидова           | (2 сезон)                          |
| Елена Николаева          | (2 сезон)                          |
| Сергей Епишев            | (2 сезон)                          |
| Вероника Устимова        | Анна в юности (2 сезон)            |

## Список серий

### 1 сезон
| Серия | Дата премьеры    |
| ----- | ---------------- |
| 1     | 8 сентября 2022  |
| 2     | 8 сентября 2022  |
| 3     | 15 сентября 2022 |
| 4     | 15 сентября 2022 |
| 5     | 22 сентября 2022 |
| 6     | 22 сентября 2022 |
| 7     | 29 сентября 2022 |
| 8     | 29 сентября 2022 |

### 2 сезон
| Серия | Дата премьеры    |
| ----- | ---------------- |
| 1     | 26 августа 2024  |
| 2     | 27 августа 2024  |
| 3     | 28 августа 2024  |
| 4     | 2 сентября 2024  |
| 5     | 3 сентября 2024  |
| 6     | 4 сентября 2024  |
| 7     | 9 сентября 2024  |
| 8     | 10 сентября 2024 |

## Производство
Сериал снят кинокомпанией «Студия Видеопрокат» по заказу онлайн-кинотеатра Okko. Съёмки проходили в Москве.

## Реакция
Сериал получил смешанные оценки российских кинокритиков.
Сергей Ефимов (Комсомольская правда): «Авторы из кожи вон лезут, чтобы втащить сериал из безжизненной пошлости в пространство художественных смыслов. Помимо прямой иронии в диалогах, они в том же ключе решают побочные сцены — снимают их в павильоне в нарочито условных декорациях: стол, бобби-полицейский в характерной каске — вот и тебе и Лондон. Убивают на лету двух зайцев: и недорого, и „Догвилль“ напоминает».
Оля Смолина («Киноафиша»): «В фокусе сериала всегда находится лишь одна Анна, её неустроенная личная жизнь — сквозная тема шоу, на которой и строится основной сюжет. С учётом, что хронометраж каждого эпизода рассчитан всего на семнадцать минут, „Что делать женщине, если у неё два любовника, а выбрать нужно одного“ и вовсе выглядит идеальным „таймкиллером“, который не требует активного сосредоточения, а также не отнимает драгоценного времени. Сериал можно смотреть в перерывах между важными делами или в даже в их процессе».
Анастасия Кочкина («Жизнь»): «Цепляющей эту историю сделали не столько герои и обстоятельства, в которых они оказались, сколько блестящий актёрский состав. Основной каст органично смотрится в кадре и не даёт повода усомниться в правдоподобности происходящего».